# Xanthomelanodes trivitatus
Xanthomelanodes trivitatus är en tvåvingeart som beskrevs av Henry J. Reinhard 1955. Xanthomelanodes trivitatus ingår i släktet Xanthomelanodes och familjen parasitflugor. Inga underarter finns listade i Catalogue of Life.